# Даниэлла (ураган)
Ураган Даниэлла — внетропический циклон 2016 года, который принес неблагоприятные погодные условия в Европу и европейскую часть России. Ураган сформировался над Атлантическим океаном и вскоре обрушился на Северную Европу, значительному удару подверглась Беларусь, куда ураган добрался 12 января. Далее циклон накрыл всю центральную часть России. Сильные снегопады и шквалистый ветер обрушились на Калининградскую, Брянскую, Смоленскую, Нижегородскую, Ярославскую и Тверскую области. Во многих регионах объявили режим чрезвычайной ситуации. Кое-где даже прошел ледяной дождь. Также удару стихии значительно подверглись Москва и Санкт-Петербург, где выпало больше половины месячных норм снега. В Москве за сутки выпала треть месячной нормы осадков. Температура при этом стремительно росла. Днем столбики термометров достигли нулевой отметки. К тому же, атмосферное давление побило все рекорды. Такие низкие показатели в этот день фиксировали 70 лет назад. Особенно тяжело пришлось метеочувствительным людям. Снежные завалы провоцировали множество ДТП, но дорожные службы справлялись со снегопадом, на федеральных трассах были развернуты мобильные пункты обогрева. Водителям настоятельно рекомендовали пересесть на общественный транспорт. Автобусы, троллейбусы и трамваи в среду ходили без перебоев. Столичные магистрали были как никогда свободны. Последствия стихии устраняли почти 40 тысяч человек и 16 тысяч единиц техники. Дороги обрабатывали реагентами, а снег отвозили на специальные плавильные пункты. Аэропорты же работали по фактической погоде. Многие рейсы были задержаны, но уже к вечеру ситуация стабилизировалась. Через сутки ураган добрался до Казани, где также выпало огромное количество снега. К вечеру 15 января циклон добрался до Урала, вызвав сильный снегопад и метель в Екатеринбурге, а в Челябинске даже было объявлено штормовое предупреждение. Также под влияние циклона попала Оренбургская область.

## Последствия
Особенно негативные последствия были в Беларуси. Высота снежного покрова в Витебске достигала 32 сантиметров. Ликвидировать последствия во многих деревнях и районных центрах пришлось наряду с массовыми перебоями электроэнергии. Только по Гомельской области без света остались 140 населенных пунктов. Работу энергетикам порядком усложнили ледяные дожди, которые привели к налипанию осадков на проводах. Также были обесточены ещё сотни населенных пунктов по всей стране. Больше всего от снежной и ледяной атаки пострадал Житковичский район — без света здесь оказались более 50 населенных пунктов. А в Жлобинскойм, Рогачевском, Мозырском и Октябрьском районах «Даниелла» оставила без света несколько деревень, в том числе больницы, школы, детские сады. Здесь энергетики работали в первую очередь. Более 40 бригад работали на проблемных участках. К концу дня удалось ликвидировать практически все последствия разгула стихии. В России же из-за наледи на проводах без света остались несколько тысяч человек в Пензенской области. На многих трассах были множественные ДТП, и образовывались длинные пробки.